# شوح الیشوع
شوح الیشوع  كان راهبًا سريانيًا شرقيًا من أصل عربي ومبشرًا وشهيدًا في أواخر القرن الثامن.
وفقًا لكتاب الحكام لتوما المرقسي، كان شوح اليسوع إسماعيليًا (أي عربيًا) وكانت لغته الأم هي العربية. من المحتمل أنه كان مسيحيًا أصليًا من الحيرة،لأنه "تلقى تدريبًا في الكتب المقدسة وتلقى تعليمًا" في الأدب العربي. وكان يجيد أيضًا اللغتين السريانية والفارسية. أصبح راهبًا في دير بيت آبي [الإنجليزية]. هناك عانى من الإساءة على أيدي زملائه الرهبان حتى وبخهم البطريرك طيموثاوس الأول.
وبعد فترة وجيزة من عام 780، كُلف شوح البشوع من البطريرك بقيادة فريق من الرهبان لتبشير مناطق الديلم وجيلان. ولتحقيق هذه الغاية، كرّسه طيموثاوس مطرانًا للديلم وجيلان [الإنجليزية]. وفقًا لما ذكره توماس، فقد ذهب "بفخامة عظيمة للغاية، لأن الأمم البربرية تحتاج إلى رؤية القليل من البذخ والاستعراض الدنيوي لجذبهم ... إلى المسيحية". دُفعَت تكاليف هذا المشروع من المسيحيين السريان المحليين الأثرياء. كان الديلميون في الغالب من الزرادشتيين والوثنيين، على الرغم من أن توماس يصف شوح اليشوع بأنه كان يبشر أيضًا للمرقيونيين والمانويين. كانت تعاليمه مصحوبة بالمعجزات، إذ يقول توما: "إن التدبير الإلهي معتاد على إظهار أعمال عظيمة في بداية العمليات الإلهية". ويقول توما إنه "علّم وعمّد العديد من المدن والقرى"، وبنى الكنائس، وأقام الكهنة، وأمر بتعليم المزامير والترانيم، وذهب "إلى أعماق الداخل إلى أقصى الشرق".
وبقي شوح السشوع في الديلم وجيلان سنوات عديدة. اُغتيل على يد بعض الزرادشتيين الساخطين بعد عودته إلى ديره. وقد عُين الراهب قرداغ من داخل البعثة خلفاً له كمطران واستمرت البعثة. إن حياة شوح اليشوع معروفة من خلال عدة مقاطع مميزة في كتاب الحكام، الذي كتبه توماس حوالي عام 840. أشاد توماس بالتعليم الذي تلقاه شوح اليشوع ومهاراته، ومنحه لقب "ربان مار". وذكر، كأحد مصادره، "الرسالة التي كتبها بعض التجار وكتاب الملوك، الذين تسللوا إلى بلاد الديلميين والجيلانيين لأغراض التجارة وشؤون الدولة، إلى مار طيموثاوس". كما ذكر البطريرك إبراهيم الثاني القطفيسوني [الإنجليزية] كأحد مصادره. وقد ورد ذكر شوح اليشوع أيضًا في الرسالة 47 لطيموثاوس الأول، المكتوبة قبل وفاة البطريرك في عام 828 بفترة وجيزة. يسميه طيموثاوس شوح اليشوع من بيت ديلماي ويقول أنه "ضفر إكليل الاستشهاد".

## ملحوظات
1. ↑  الاسم السرياني ويعني "خلاص عيسى".[2]
2. ↑  طالع طائفة العباد.

## فهرس
- Blois, F. C. de (2004). "Marḳiyūniyya". In Bearman, P. J.; Bianquis, Th.; Bosworth, C. E.; van Donzel, E.; Heinrichs, W. P. (eds.). The Encyclopaedia of Islam, New Edition, Volume XII: Supplement (بالإنجليزية). Leiden: E. J. Brill. pp. 599–600. ISBN:90-04-13974-5.
- Brock، Sebastian (1997). A Brief Outline of Syriac Literature. Kottyam: St Ephrem's Ecumenical Research Institute.
- Brock، Sebastian (2015). "Syriac Tradition". في Leslie Houlden؛ Antone Minard (المحررون). Jesus in History, Legend, Scripture, and Tradition: A World Encyclopedia. ABC-CLIO. ج. 2. ص. 556–560.
- Cochrane، Steve (2014). From Beit Abhe to Angamali: Connections, Functions and Roles of the Church of the East's Monasteries in Ninth-Century Christian–Muslim Relations (PDF) (PhD diss.). Middlesex University. مؤرشف من الأصل (PDF) في 2021-12-03.
- Mingana، Alphonse (1925). "The Early Spread of Christianity in Central Asia and the Far East: A New Document" (PDF). Bulletin of the John Rylands Library. ج. 9 ع. 2: 297–371. DOI:10.7227/BJRL.9.2.2. مؤرشف من الأصل (PDF) في 2023-10-04.
- Wilmshurst، David (2011). The Martyred Church: A History of the Church of the East. East and West Publishing.
- Wood، Philip (2019). "Changing Geographies: West Syrian Ecclesiastical Historiography, AD 700–850". في Peter Van Nuffelen (المحرر). Historiography and Space in Late Antiquity. Cambridge University Press. ص. 136–163.